# Conservatoire à rayonnement régional de Brest métropole
Le conservatoire à rayonnement régional de Brest métropole est un conservatoire à rayonnement régional, établissement d'enseignement artistique agréé et contrôlé par l'État (Direction générale de la Création artistique du ministère de la Culture et de la Communication), représenté par la direction régionale des Affaires culturelles (DRAC). Il propose trois spécialités : musique, danse et art dramatique. Il est situé à Brest (Finistère, France).
Il a été classé « Conservatoire à rayonnement régional » par arrêté ministériel du 22 septembre 2014.

## Directeurs successifs
- Paul Kuentz - 1976 à 1995
- Philippe Arrii-Blachette - 1995 à 2002
- Joël Doussard - 2003 à 2017
- Marc Schuster - 2017 à 2024
- Sophie Thierry - depuis 2024

## Le conservatoire aujourd’hui

### Enseignement
Les disciplines enseignées sont les suivantes :
- Éveil artistique 4, 5 et 6 ans
- Danses à dominante classique, jazz et contemporaine, et en option Pilates et hip-hop
- Théâtre (15 à 27 ans)
- Jazz et musiques amplifiées (guitare électrique, guitare basse, batterie, percussions afro-brésiliennes, claviers, électroacoustique, ainsi que les instruments suivants avec une dominante jazz : piano, contrebasse, saxophone, trompette, trombone)
- Musiques traditionnelles (biniou, bombarde, flûte traversière irlandaise, harpe celtique, cornemuse écossaise, chants et danses, culture)
- Piano, guitare classique, harpe classique, accordéon chromatique, percussions
- Musique ancienne (orgue, clavecin, flûte à bec, traverso, viole de gambe)
- Cuivres (trompette, trombone, tuba, cor d’harmonie)
- Bois (clarinette, basson, hautbois, saxophone, flûte traversière)
- Cordes (violon, alto, violoncelle, contrebasse)
- Chant, technique vocale, chœurs d’enfants et chœurs d’adultes, direction de chœurs
- Formation, culture musicale, analyse et écriture, composition électroacoustique
- Direction d’orchestre

### Auditorium
Le conservatoire dispose d'un auditorium de 500 places dans lequel sont donnés des concerts et des conférences.